# Oryzias wolasi
Espèce
Statut de conservation UICN

 DD  : Données insuffisantes
Oryzias wolasi est une espèce de poissons d'eau douce de la famille des Adrianichthyidae.

## Répartition
Cette espèce est endémique de Sulawesi du Sud-Est (Indonésie).

## Description
Oryzias wolasi peut mesurer jusqu'à 29 mm, queue non comprise.

## Systématique
Le nom valide complet (avec auteur) de ce taxon est Oryzias wolasi Parenti (d), Hadiaty (d), Lumbantobing (d) & Herder (d), 2013,.

### Étymologie
Son épithète spécifique, wolasi, fait référence à la localité type de cette espèce, le district Wolasi (id) (département de Sud Konawe (en), Célèbes).

### Publication originale
- (en) Lynne R. Parenti, Renny K. Hadiaty, Daniel Lumbantobing et Fabian Herder, « Two New Ricefishes of the Genus Oryzias (Atherinomorpha: Beloniformes: Adrianichthyidae) Augment the Endemic Freshwater Fish Fauna of Southeastern Sulawesi, Indonesia », Copeia, Société américaine des ichtyologistes et des herpétologistes, vol. 2013, no 3,‎ 27 septembre 2013, p. 403-414 (ISSN 0045-8511 et 1938-5110, OCLC 1565060, DOI 10.1643/CI-12-114, lire en ligne).